# Triheteracra
Triheteracra là một chi bướm đêm thuộc phân họ Olethreutinae, họ Tortricidae Tortricidae.

## Các loài
- Triheteracra melanoxenia Diakonoff, 1971